# Draper (Utah)
Draper ist eine Stadt im US-Bundesstaat Utah mit 51.017 Einwohnern (Stand 2020). Sie liegt rund 30 km südlich von Salt Lake City im Südosten des Tals des Großen Salzsees an den Hängen der Transverse Range, einem Ausläufer der Wasatch Mountains. Der weitaus größte Teil der Stadt liegt im Salt Lake County, nur ein kleiner Teil erstreckt sich über den Kamm der Transverse Range nach Süden in das Utah County. Draper ist heute ein Vorort von Salt Lake City und gehört zu dessen Metropolregion.
Bekannt ist Draper für das Staatsgefängnis Utah, die zentrale Haftanstalt von Utah und Sitz der Strafvollstreckungsbehörde des Staates, Utah Department of Corrections. Es ist die einzige Haftanstalt des Bundesstaates, die Hinrichtungen durchführt. Hier wurde 1977 der Mörder Gary Gilmore als erster Straftäter nach der Wiedereinführung der Todesstrafe hingerichtet.

## Geschichte
Das ganze Tal des Großen Salzsees war ursprünglich Streifgebiet der Ute-Indianer. Die ersten Weißen waren die Angehörigen der Kirche Jesu Christi der Heiligen der Letzten Tage (Mormonen), die 1847/48 über die Rocky Mountains in die Wildnis zogen, um unbehelligt von Verfolgung ihre junge und umstrittene Religion auszuüben.
Draper gehört zu den ältesten Siedlungen in Utah, schon 1849 zogen Mormonische Pioniere aus Salt Lake City nach Süden und errichteten eine kleine Siedlung im äußersten Süden des Tales am Bachlauf des South Willow Creek. Ende des folgenden Jahres lebten schon zwanzig Familien in der Region. Sie nannten ihren Ort zunächst Willow Creek, später Brownsville, bevor er nach William Draper, Bischof der Kirche Jesu Christi, benannt wurde, der 1850 mit seiner Familie in die Siedlung gezogen war.
Die wirtschaftliche Basis von Draper waren Hühnerfarmen und der Anbau von Zuckerrüben. Dies änderte sich erst nach dem Zweiten Weltkrieg, als die Siedlungsachse auf dem Ostufer des Salzsees unter den Bergen verstädterte und zuletzt auch Draper im Süden und am Durchbruch des Jordan River vom angrenzenden Utah Valley langsam zum Vorort von Salt Lake City wurde. Der Einfluss verstärkte sich in den 1990er Jahren, als Draper große Gewerbeflächen erschloss und Unternehmen sowie deren Mitarbeiter anzog.

## Draper heute
Draper wuchs stürmisch von 7257 Einwohnern im Jahr 1990 über 25.220 (2000) bis auf 42.274 Einwohner im Jahr 2010, was einen Zuwachs von 67,6 % in der letzten Dekade darstellt. Heute ist Draper der Sitz des zentralen Callcenters von eBay und Sitz der ersten IKEA-Filiale in Utah. Seit 2009 hat die Kirche Jesu Christi der Heiligen der Letzten Tage einen eigenen Tempel der Kirche Jesu Christi der Heiligen der Letzten Tage im Ort.
Das Wachstum von Draper zog Personen mit einer wesentlich höheren formalen Bildung an als im Durchschnitt der Region; 40,0 % der Bewohner von Draper haben einen College-Abschluss gegenüber 29,6 % im Salt Lake County. Daraus resultiert auch ein weit überdurchschnittliches Einkommen. Das Median-Haushaltseinkommen in Draper lag 2009 bei 87.290 $ gegenüber 56.954 $ für Salt Lake County.
Der Interstate Highway 15 erschließt den Ort in Nord-Süd-Richtung und bindet ihn an Salt Lake City im Norden sowie die Region Orem/Provo im Süden an.

## Söhne und Töchter der Stadt
- Douglas R. Stringfellow (1922–1966), Politiker
- Dia Frampton (* 1987), Singer-Songwriterin
- Kealia Ohai (* 1992), Fußballspielerin
- Jackson Powers-Johnson (* 2003), American-Football-Spieler
- Zach Wilson (* 1999), American-Football-Spieler